# مونزکی
مونزکی (به ژاپنی: 門跡 Monzeki) به راهبان بودایی با اصل و نسب اشرافی یا با اعقاب دودمان یاماتو گفته می‌شود. این اصطلاح همچنین برای معابدی که در آن زندگی می‌کردند نیز استفاده شده است.
نمونه‌ای از این نوع معبدها معبد دایکاکو در کیوتو است.